# Impostor syndrom
Impostor-syndrom, også kendt som Impostor-fænomen eller bedragersyndrom, er et psykologisk mønster, hvor en person tvivler på vedkommendes egne præstationer eller talenter og har en vedholdende indre frygt for at blive afsløret som "svindler". På trods af objektiv dokumentation af deres kompetence er de, som oplever dette fænomen, overbeviste om, at de er svindlere og ikke fortjener det, de har opnået. Personer med impostor-syndrom mener fejlagtigt, at deres succes kun er opnået på grund af held, eller at de har narret andre til at tro, at de er mere intelligente og kompetente, end de i virkeligheden er. Impostor-syndrom rammer mænd og kvinder lige ofte. Det er et fænomen, en person kan opleve. Det er dog ikke noget, man kan blive formelt diagnosticeret med.
Pauline Rose Clance og Suzanne Imes artikel "The Impostor Phenomenon in High Achieving Women: Dynamics and Therapeutic Intervention" blev udgivet i 1978. Her får begrebet navnet bedragerfænomenet ("impostor phenomenon").